# Liste der Kulturdenkmäler in Schlotzau
Die folgende Liste enthält die in der Denkmaltopographie ausgewiesenen Kulturdenkmäler auf dem Gebiet des Ortsteils Schlotzau der Gemeinde Burghaun, Landkreis Fulda, Hessen.
Hinweis: Die Reihenfolge der Denkmäler in dieser Liste orientiert sich an der Anschrift, alternativ ist sie auch nach der Bezeichnung, der vom Landesamt für Denkmalpflege vergebenen Nummer oder der Bauzeit sortierbar.
Kulturdenkmäler werden fortlaufend im Denkmalverzeichnis des Landes Hessen durch das Landesamt für Denkmalpflege Hessen auf Basis des Hessischen Denkmalschutzgesetzes (HDSchG) geführt. Die Schutzwürdigkeit eines Kulturdenkmals hängt nicht von der Eintragung in das Denkmalverzeichnis des Landes Hessen oder der Veröffentlichung in der Denkmaltopographie ab.

Das Vorhandensein oder Fehlen eines Objekts in dieser Liste ist keine rechtsverbindliche Auskunft darüber, ob es Kulturdenkmal ist oder nicht: Diese Liste entspricht möglicherweise nicht dem aktuellen Stand der offiziellen Denkmaltopographie. Diese ist für Hessen in den entsprechenden Bänden der Denkmaltopographie Bundesrepublik Deutschland und im Internet unter DenkXweb – Kulturdenkmäler in Hessen einsehbar. Auch diese Quellen sind, obwohl sie durch das Landesamt für Denkmalpflege Hessen aktualisiert werden, nicht immer aktuell, da es im Denkmalbestand immer wieder Änderungen gibt.
Eine verbindliche Auskunft erteilt allein das Landesamt für Denkmalpflege Hessen.
Nutze diese Kartenansicht, um Koordinaten in der Liste zu setzen. In dieser Kartenansicht sind Kulturdenkmale ohne Koordinaten mit einem roten bzw. orangen Marker dargestellt und können in der Karte gesetzt werden. Kulturdenkmale ohne Bild sind mit einem blauen bzw. roten Marker gekennzeichnet, Kulturdenkmale mit Bild mit einem grünen bzw. orangen Marker.
| Bild            | Bezeichnung         | Lage                                                 | Beschreibung                                                       | Bauzeit                                                                 | Objekt-Nr. |
| --------------- | ------------------- | ---------------------------------------------------- | ------------------------------------------------------------------ | ----------------------------------------------------------------------- | ---------- |
| weitere Bilder  | Evangelische Kirche | Am Küppel LageFlur: 3, Flurstück: 140                | Schlichter zweiachsiger Rechteckbau mit eingezogenem Rechteckchor. | Im Kern um 1600, Spitzbogenportal an der Nordseite mit 1601 bezeichnet. | 641363 DDB |
| Bild gesucht BW | Fachwerkhaus        | Bergstraße 22 LageFlur: 3, Flurstück: 68             |                                                                    | Anfang 19. Jahrhundert                                                  | 37162 DDB  |
| Bild gesucht BW | Ehemalige Schule    | Fuldaer Straße 10 LageFlur: 3, Flurstück: 114/3      |                                                                    | 1909                                                                    | 37163 DDB  |
| Bild gesucht BW | Hofreite            | Fuldaer Straße 15 LageFlur: 3, Flurstück: 88/3, 89/3 |                                                                    | Um 1800                                                                 | 37164 DDB  |
| Bild gesucht BW | Hofreite            | Fuldaer Straße 17 LageFlur: 3, Flurstück: 90/1       |                                                                    | Anfang 19. Jahrhundert                                                  | 37165 DDB  |
| Bild gesucht BW | Hofreite            | Fuldaer Straße 24, Fuldaer Straße Lage               |                                                                    | Haupthaus um 1750                                                       | 37166 DDB  |